# 依潘龍屬
依潘龍屬是種獸腳亞目恐龍，生存於侏儸紀晚期的啟莫里階/提通階。依潘龍是由愛德華·德林克·科普在1878年命名，模式種是合依潘龍（E. amplexus）。

異特龍與人類的體型相比。由大到小分別是：依潘龍、AMNH680、脆弱異特龍、「大艾爾」。

依潘龍的化石發現於科羅拉多州的莫里遜組。正模標本（編號AMNH 5767）包含三節部分脊椎、一個肩胛鳥喙骨、以及一個蹠骨。科普最初認為依潘龍是種蜥腳下目恐龍，依潘龍後來被改歸類於獸腳亞目。在1988年，葛瑞格利·保羅將合依潘龍改歸到異特龍屬內，成為合異特龍（A. amplexus）；甚至有科學家提出，這個化石其實是脆弱異特龍（A. fragilis）的大型個體。依潘龍因其具大體型而著名，身長估計為12.1公尺，幾乎與暴龍一樣大。
在2010年，葛瑞格利·保羅、肯尼思·卡彭特（Kenneth Carpenter）發現依潘龍的化石來自於莫里遜組的較高地層，而脆弱異特龍的化石來自於較低地層，兩者可能生存於不同時代。但他們也提出依潘龍的正模標本缺少可供鑑定的特徵，因此狀態是個疑名。

## 外部連結
- Epanterias in The Dinosaur Encyclopedia （页面存档备份，存于）, at Dino Russ's Lair.